# Cavatina
La cavatina (diminutiu del mot italià cavata, extracció) és l'ària amb què es presenten en escena els personatges, i, per tant, també els cantants, en les òperes italianes. En voga sobretot al segle xix, es coneix també com a ària de sortida.
L'estructura en dos temps de la cavatina del segle xix, en què s'ha volgut reconèixer un tractament formal característic, és, en realitat, la forma típica de l'ària en l'òpera italiana de la primera meitat de segle. En tot cas, el que requereix una cavatina és una escriptura vocal exigent, que permeti al cantant mostrar les seves habilitats al públic al qual es presenta.
En l'òpera francesa del segle xix s'utilitza també, de manera excepcional, el terme "cavatine" 

## Exemples de cavatines famoses
- Cavatina de Figaro, a Il barbiere di Siviglia de Rossini, Largo al factotum
- Cavatina de Norma, a Norma de Bellini, Casta diva
- Cavatina de Lucia, a Lucia di Lammermoor de Donizetti, Regnava nel silenzio